# Веллс (Невада)
Веллс (англ. Wells) — місто (англ. city) в США, в окрузі Елко штату Невада. Населення — 1237 осіб (2020).

## Географія
Веллс розташований за координатами 41°6′47″ пн. ш. 114°57′13″ зх. д. / 41.11306° пн. ш. 114.95361° зх. д. (41.113155, -114.953538).  За даними Бюро перепису населення США в 2010 році місто мало площу 17,88 км², уся площа — суходіл.

## Демографія
Згідно з переписом 2010 року, у місті мешкали 1292 особи в 545 домогосподарствах у складі 316 родин. Густота населення становила 72 особи/км².  Було 641 помешкання (36/км²).
Расовий склад населення:
| - 78,3 % — білих - 6,8 % — корінних американців - 0,4 % — азіатів - 0,1 % — чорних або афроамериканців - 10,4 % — осіб інших рас |

До двох чи більше рас належало 4,0 %. Частка іспаномовних становила 20,0 % від усіх жителів.
За віковим діапазоном населення розподілялося таким чином: 25,3 % — особи молодші 18 років, 61,9 % — особи у віці 18—64 років, 12,8 % — особи у віці 65 років та старші. Медіана віку мешканця становила 40,3 року. На 100 осіб жіночої статі у місті припадало 111,8 чоловіків;  на 100 жінок у віці від 18 років та старших — 112,1 чоловіків також старших 18 років.
Середній дохід на одне домашнє господарство  становив 57 692 долари США (медіана — 50 114), а середній дохід на одну сім'ю — 69 771 долар (медіана — 59 938). Медіана доходів становила 52 500 доларів для чоловіків та 30 273 долари для жінок. За межею бідності перебувало 2,8 % осіб, у тому числі 0,0 % дітей у віці до 18 років та 4,0 % осіб у віці 65 років та старших.
Цивільне працевлаштоване населення становило 642 особи. Основні галузі зайнятості: мистецтво, розваги та відпочинок — 31,3 %, публічна адміністрація — 12,3 %, будівництво — 10,9 %, транспорт — 10,4 %.